# Hannah Montana (1. řada)
První řada televizního seriálu Hannah Montana byla vysílána na televizní stanici Disney Channel od 24. března 2006 do 30. března 2007 a zahrnovala 26 dílů. Hlavní postavou seriálu je  Miley Stewartová, která žije tajným dvojím životem dospívající popové hvězdy. První řada také představila několik vedlejších postav, jako například Roxy, Jakea Ryana a Rica.
Soundtrack pro první řadu s názvem Hannah Montana byl vydán 24. října 2006. Seriál vyšel i na DVD, kde byl rozdělen do čtyř disků, a to 18. listopadu 2008 společností Disney DVD. Některé jednotlivé díly byly vydány i dříve na jiných DVD.

## Výroba
Hannah Montana měla premiéru v pátek 24. března 2006 na Disney Channel s dílem „Lilly, chceš znát tajemství?“ Poslední díl první řady „Losování“ byl odvysílán 30. března 2007. První řada má 26 dílů o přibližné délce 23 minut. Výroba začala 7. listopadu 2005 a skončila v září 2006.

## Obsazení
Pět hlavních herců, Miley Cyrusová, Emily Osmentová, Mitchel Musso, Jason Earles a Billy Ray Cyrus, se objevují ve všech dílech první řady.
Ve vedlejších rolích se objevili Shanica Knowlesová jako Amber Addisonová, Anna Maria Perez de Tagle jako Ashley Dewittová, Greg Baker jako Francis Corelli, Morgan Yorková jako Sarah, Cody Linley jako Leslie "Jake" Ryan, Romi Damesová jako Traci Van Hornová, Dolly Parton jako teta Dolly, Vicki Lawrenceová jako Mamá Ruthie, Frances Callierová jako Roxy a Moises Arias jako Rico.
Hosty byli Corbin Bleu jako Johnny Collins, Paul Vogt jako Albert Dontzig, Matt Winston jako Fermine, Andre Kinney jako Cooper, Ashley Tisdale jako Maddie Fitzpatricková a Lisy Archová jako fotografky Lizy.
V první řadě se rovněž objevili Derek Basco, Kyle Kaplan, Creagen Dow, Jack Taylor, Blake Berris, Frances Bay, Christian Serratos, Ryan Newman, Summer Bishil, Kunal Sharma, Cutter Garcia, Helen Duffy, Jeff Mallare, Betsy Kelso, Noah Cyrus, Aimee Teegarden, Gena DeVivo, Destiny Edmond, Jay Brian Winnick, Dollar Tan, Jason Thornton, Gary Pease, Marius Mazmanian a Alec Leddand.

## Seznam dílů
- Tato řada obsahuje 26 dílů.
- Úvodní díl „Lilly, chceš znát tajemství?“ sledovalo 5,4 milionu diváků a byl nejsledovanějším prvním dílem seriálu Disney Channel až do seriálu Cory in the House.[1][2] V tomto dílu Miley prozradí Lilly, že je Hannah Montana.
- První řada zahrnovala i díl „Znovu na šňůře?“, který byl součástí třídílného crossoverového speciálu That's So Suite Life of Hannah Montana. Ten obsahoval také díly ze seriálů That's So Raven a Sladký život Zacka a Codyho.

| Č. v seriálu | Č. v řadě | Původní název                                            | Český název                                     | Režie                 | Scénář | Premiéra v USA     | Prod. kód |
| ------------ | --------- | -------------------------------------------------------- | ----------------------------------------------- | --------------------- | --- | ------------------ | --------- |
| 1            | 1         | Lilly, Do You Want to Know a Secret?                     | Lilly, chceš znát tajemství?                    | Lee Shallat-Chemel    | námět: Michael Poryes, Rich Correll a Barry O'Brien scénář: Michael Poryes, Gary Dontzig a Steven Peterman | 24. března 2006    | 102       |
| 2            | 2         | Miley Get Your Gum                                       | Miley, dej si žvýkačku                          | David Kendall         | Michael Poryes                                                                                             | 31. března 2006    | 103       |
| 3            | 3         | She's a Supersneak                                       | Největší slídilka                               | David Kendall         | Kim Friese                                                                                                 | 7. dubna 2006      | 105       |
| 4            | 4         | I Can't Make You Love Hannah if You Don't                | Lásce neporučíš                                 | Roger S. Christansen  | Kim Friese                                                                                                 | 14. dubna 2006     | 108       |
| 5            | 5         | It's My Party and I'll Lie if I Want To                  | Tohle je můj večírek                            | Roger S. Christiansen | Douglas Lieblein                                                                                           | 21. dubna 2006     | 102       |
| 6            | 6         | Grandma Don't Let Your Babies Grow Up to Play Favorites  | Ať vám vnoučata nepřerostou přes hlavu, babičko | Roger S. Christiansen | Douglas Lieblein                                                                                           | 28. dubna 2006     | 109       |
| 7            | 7         | It's a Mannequin's World                                 | Je to svět manekýn                              | Roger S. Christiansen | Howard Meyers                                                                                              | 12. května 2006    | 110       |
| 8            | 8         | Mascot Love                                              | Maskotí láska                                   | Roger S. Christiansen | Sally Lapiduss                                                                                             | 26. května 2006    | 111       |
| 9            | 9         | Ooo, Ooo, Itchy Woman                                    | To to svědí                                     | David Kendall         | Gary Dontzig, Steven Peterman                                                                              | 10. června 2006    | 104       |
| 10           | 10        | O Say, Can You Remember the Words?                       | Pamatuješ si slova?                             | Lee Shallat-Chemel    | Sally Lapiduss                                                                                             | 30. června 2006    | 113       |
| 11           | 11        | Oops! I Meddled Again!                                   | Zase jsem to pokazila                           | Chip Hurd             | Lisa Albert                                                                                                | 15. července 2006  | 107       |
| 12           | 12        | On the Road Again?                                       | Zase na cestě?                                  | Roger S. Christiansen | Steven James Meyer                                                                                         | 28. července 2006  | 112       |
| 13           | 13        | You're So Vain, You Probably Think This Zit is About You | Na vzhledu nezáleží                             | Chip Hurd             | Todd J. Greenwald                                                                                          | 12. srpna 2006     | 106       |
| 14           | 14        | New Kid in School                                        | Nový kluk ve škole                              | Kenneth Shapiro       | Todd J. Greenwald                                                                                          | 18. srpna 2006     | 114       |
| 15           | 15        | More Than a Zombie to Me                                 | Víc než zombie                                  | Roger S. Christiansen | Steven Peterman                                                                                            | 8. září 2006       | 116       |
| 16           | 16        | Good Golly, Miss Dolly                                   | Přijela slečna Dolly                            | Roger S. Christiansen | Sally Lapiduss                                                                                             | 29. září 2006      | 118       |
| 17           | 17        | Torn Between Two Hannahs                                 | Hannah na roztrhání                             | Roger S. Christiansen | námět: Valerie Ahern, Christian McLaughlin scénář: Todd J. Greenwald                                       | 14. října 2006     | 126       |
| 18           | 18        | People Who Use People                                    | Lidi co používají lidi                          | Shannon Flynn         | Michael Poryes                                                                                             | 3. listopadu 2006  | 119       |
| 19           | 19        | Money for Nothing, Guilt for Free                        | Peníze za nic, provinění zdarma                 | Roger S. Christiansen | Heather Wordham                                                                                            | 26. listopadu 2006 | 115       |
| 20           | 20        | Debt It Be                                               | Dluh necht to je                                | Roger S. Christiansen | Heather Wordham, Sally Lapiduss                                                                            | 1. prosince 2006   | 120       |
| 21           | 21        | My Boyfriend's Jackson and There's Gonna Be Trouble      | Mým klukem je Jackson a budou problémy          | Roger S. Christiansen | Andrew Green, Sally Lapiduss                                                                               | 1. ledna 2007      | 124       |
| 22           | 22        | We Are Family, Now Get Me Some Water!                    | Jsme rodina tak mi dones vodu!                  | Roger S. Christiansen | Jay J. Demopoulos, Andrew Green                                                                            | 7. ledna 2007      | 122       |
| 23           | 23        | Schooly Bully                                            | Školní rváč                                     | Roger S. Christiansen | Douglas Lieblein, Heather Wordham                                                                          | 19. ledna 2007     | 125       |
| 24           | 24        | The Idol Side of Me                                      | Moje dobrá stránka                              | Fred Savage           | Douglas Lieblein                                                                                           | 9. února 2007      | 117       |
| 25           | 25        | Smells Like Teen Sellout                                 | Vůně pro zaprodání                              | Sheldon Epps          | Heather Wordham                                                                                            | 2. března 2007     | 123       |
| 26           | 26        | Bad Moose Rising                                         | Los na obzoru                                   | Roger S. Christiansen | Douglas Lieblein, Steven James Meyer                                                                       | 30. března 2007    | 121       |